# ラッセル・ヴォート
ラッセル・サーロー・ラス・ヴォート（Russell Thurlow "Russ" Vought、1976年3月26日 - ）は、アメリカ合衆国の政府職員、保守派の政治家。2025年2月以降、アメリカ合衆国行政管理予算局（OMB）の局長を務めている。2020年7月から2021年1月まで同じ役職に就いていた。
自称キリスト教ナショナリストであるヴォートは、批判的人種理論に反対するCenter for Renewing Americaの設立者であり、「神の下の国家」としてのアメリカというアイデアを擁護している。ヴォートは、保守・右派の政策を推進し、アメリカ合衆国連邦政府を大幅に再編することを目的としている、ヘリテージ財団が率いるイニシアティブ「プロジェクト2025」においても重要な役割を演じている。2024年5月、ヴォートは共和党全国委員会のプラットフォーム委員会（platform committee）の政策ディレクターに指名された。
2024年11月、大統領に当選したドナルド・トランプは、第2次トランプ政権の行政管理予算局（OMB）の局長としてヴォートを再任用すると発表した。2025年2月6日、アメリカ合衆国上院で53対47で承認された。